# デイモン・ブラッドショー
チャールズ・デイモン・ブラッドショー（英語: Charles Damon Bradshaw, 1972年7月19日 - ）は1980年代後半から1990年代前半に掛けてAMAスーパークロスやAMAモトクロスで活躍したアメリカのモトクロスライダー。
そのインパクトのある名前と、独特のアグレッシブなライディングで日本でも非常に人気の高かったライダーである。闘争心剥き出しのレース振りとは裏腹に非常に繊細なライダーでもあり、そのために掴みかけていたAMAスーパークロスのタイトルを最終戦で手放してしまった事もあった。1988年に行われたジャパンスーパークロスで、16歳でリック・ジョンソンを破って優勝するなど、10代の頃からヤマハのエースライダーとして活躍、将来を嘱望されていたが、1993年のシーズン終了後、21歳で引退した（バーンアウト症候群が原因だといわれている）。その後、1997年に一旦は復帰するものの、再度引退。2002年には三度復帰、アリーナクロスに参戦するものの負傷のために三度目の引退、そのままライダーとしてのキャリアに終止符を打った。
現在は、モンスタートラックのトップドライバーのひとりとして活躍中である。

## 2輪の主な戦績
- 1989年 - AMAスーパークロス125東地区チャンピオン（ヤマハ）